# Liste d'élections en 1883
Chronologie des élections
- 1879
- 1880
- 1881
- 1882
- 1883
- 1884
- 1885
- 1886
- 1887

Cet article recense les élections organisées durant l'année 1883.

## Élections nationales en 1883
Cette section concerne les élections législatives et présidentielles dans un état souverain, éventuellement fédéral, ainsi que leurs principaux référendums.
| Date        | État       | Élection ou référendum                    | Contexte | Résultat |
| ----------- | ---------- | ----------------------------------------- | --- | --- |
| 1883        | Argentine  | Sénatoriales (es)                         | | Cette section est vide, insuffisamment détaillée ou incomplète. Votre aide est la bienvenue ! Comment faire ? |
| 1883        | Transvaal  | Présidentielle (en)                       | | Cette section est vide, insuffisamment détaillée ou incomplète. Votre aide est la bienvenue ! Comment faire ? |
| 1883        | Équateur   | Législatives (es)                         | | Cette section est vide, insuffisamment détaillée ou incomplète. Votre aide est la bienvenue ! Comment faire ? |
| 1883        | États-Unis | Législatives (chambre (en) et sénat (en)) | | Cette section est vide, insuffisamment détaillée ou incomplète. Votre aide est la bienvenue ! Comment faire ? |
| mai         | Liberia    | Présidentielle (en)                       | Hilary R. W. Johnson, soutenu par les deux partis True Whig et Républicain (en), était seul candidat à la succession du président Alfred Francis Russell. | Élu président, il choisit de rejoindre le True Wig Party. |
| 12 juin     | Pays-Bas   | 2de Chambre (nl)                          | | Cette section est vide, insuffisamment détaillée ou incomplète. Votre aide est la bienvenue ! Comment faire ? |
| 11 juillet  | Pays-Bas   | 1re Chambre (nl)                          | | Cette section est vide, insuffisamment détaillée ou incomplète. Votre aide est la bienvenue ! Comment faire ? |
| 7 septembre | Serbie     | Législatives (en)                         | | Victoire des radicaux de Nikola Pašić, défenseurs de la petite paysannerie, aux élections à la Skouptichina. Le roi Milan Obrenović maintient au pouvoir le parti progressiste en dissolvant la nouvelle assemblée, ce qui provoque des troubles. |
| 9 novembre  | Honduras   | Présidentielle (es)                       | | Cette section est vide, insuffisamment détaillée ou incomplète. Votre aide est la bienvenue ! Comment faire ? |

## Élections en subdivisions nationales en 1883
Cette section concerne les élections législatives dans un État fédéré, une subdivision territoriale ou une colonie d'un État souverain, ainsi que leurs principaux référendums.
| Date                 | Subdivision | État               | Élection ou référendum | Contexte | Résultat |
| -------------------- | ----------- | ------------------ | ---------------------- | -------- | --- |
| 1883                 | Dalmatie    | Autriche-Hongrie   | Législatives (en)      |          | Cette section est vide, insuffisamment détaillée ou incomplète. Votre aide est la bienvenue ! Comment faire ? |
| 1883                 | Égypte      | Empire ottoman     | Législatives (en)      |          | Cette section est vide, insuffisamment détaillée ou incomplète. Votre aide est la bienvenue ! Comment faire ? |
| 1883                 | Îles Féroé  | Danemark           | Générales (en)         |          | Cette section est vide, insuffisamment détaillée ou incomplète. Votre aide est la bienvenue ! Comment faire ? |
| 23 janvier           | Manitoba    | Canada             | Générales (en)         |          | Cette section est vide, insuffisamment détaillée ou incomplète. Votre aide est la bienvenue ! Comment faire ? |
| 27 février           | Ontario     | Canada             | Générales              |          | Cette section est vide, insuffisamment détaillée ou incomplète. Votre aide est la bienvenue ! Comment faire ? |
| 6 - 8 juin           | Chypre      | Empire britannique | Législatives (en)      |          | Cette section est vide, insuffisamment détaillée ou incomplète. Votre aide est la bienvenue ! Comment faire ? |
| 28 juin - 30 juin    | Bohême      | Autriche-Hongrie   | Régionales (cs)        |          | Cette section est vide, insuffisamment détaillée ou incomplète. Votre aide est la bienvenue ! Comment faire ? |
| 10 août - 30 octobre | Quensland   | Empire britannique | Coloniales (en)        |          | Cette section est vide, insuffisamment détaillée ou incomplète. Votre aide est la bienvenue ! Comment faire ? |
| 8 - 11 octobre       | Malte       | Empire britannique | Générales (en)         |          | Cette section est vide, insuffisamment détaillée ou incomplète. Votre aide est la bienvenue ! Comment faire ? |